# 竹内高
竹内 高（たけうち こう、1970年11月28日 - ）は、日本のイラストレーター、キャラクターデザイナー。任天堂株式会社所属。KOKOSAC名義で個人活動も行っている。

## 略歴
1970年に高知県で生まれる。堀越高等学校出身。
1998年、ニューヨークのSchool of Visual Arts カートゥーン学科を卒業する。帰国後、1999年に株式会社ワープに入社し、『Dの食卓2』の開発に関わる。
2000年、任天堂株式会社に入社。『とっとこハム太郎ともだち大作戦でちゅ』のアシスタントディレクターを務めた。『ワリオランドアドバンス ヨーキのお宝』でバックグラウンドグラフィックを担当した後、『メイド イン ワリオ』シリーズや『リズム天国』シリーズでキャラクターデザイン、ゲームデザインなどを担当した。

## 作品

### ゲーム
- Dの食卓2：デザイナー[6]
- とっとこハム太郎 ともだち大作戦でちゅ：アシスタントディレクター
- ワリオランドアドバンス ヨーキのお宝：デザイナー
- バッジとれ〜るセンター：グラフィックデザイン
- いっしょにチョキッと スニッパーズ：アートアドバイザー

メイド イン ワリオシリーズ
- メイド イン ワリオ：キャラクターデザイン、ゲームデザイン
- あつまれ!!メイド イン ワリオ：デザインディレクター、キャラクターデザイン、キャラクターボイス
- まわるメイドインワリオ：キャラクターデザイン、ゲームデザイン、キャラクターボイス
- さわるメイドインワリオ：キャラクターデザイン、ゲームデザイン
- おどる メイド イン ワリオ：キャラクターデザイン、ゲームデザイン
- うつすメイドインワリオ：キャラクターデザイン
- メイドイン俺：キャラクターデザイン
- ゲーム&ワリオ：キャラクターデザイン
- メイド イン ワリオ ゴージャス：キャラクターデザイン、キャラクターボイス（ジョー役）
- おすそわける メイド イン ワリオ：キャラクターデザイン
- 超おどる メイド イン ワリオ：キャラクターデザイン、キャラクターボイス（ジョー役）

リズム天国シリーズ
- リズム天国：キャラクターデザイン、ゲームデザイン
- リズム天国ゴールド：アートディレクター、キャラクターデザイン、ゲームデザイン
- みんなのリズム天国：アートディレクター、キャラクターデザイン、ゲームデザイン
- リズム天国 ザ・ベスト+：アートディレクター、キャラクターデザイン

### 書籍
- 読み聞かせ絵本『シャボンだまのきせき』（2013年、角川書店、ISBN 978-4041105184）- 「こう」名義
- 『Bee and PuppyCat』 (原作：Natasha Allegri) - Issue #10 の表紙、バックアップ・ストーリー「Fairy PuppyCat」

### イラストレーション
- 夕暮れに、手をつなぐ（2023年、TBSドラマ）- 台本デザイン[8]